# ジェイク・カウフマン

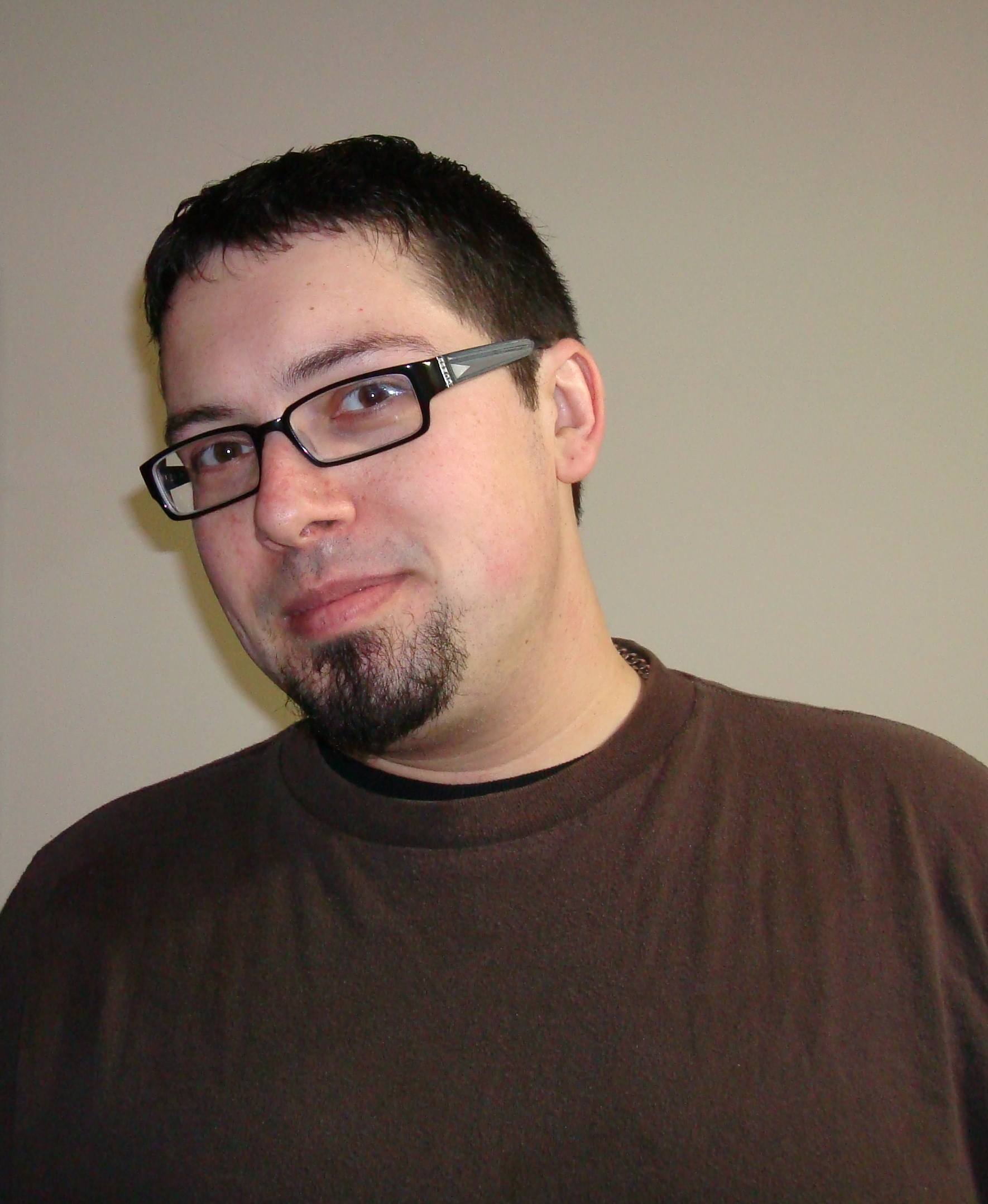
ジェイク・カウフマン

ジェイク・カウフマン（Jacob "Jake" Kaufman、1981年4月3日 - ）は、アメリカのゲームミュージック作曲家。virt名義でも活動している。
主な音楽を手掛けたゲーム作品にシャンティシリーズやMightyシリーズがあるなど、WayForward Technologies開発の多くの作品に携わっている。魂斗羅シリーズの大ファンであり、魂斗羅デュアルスピリッツでは実際にBGM制作に参加している。
最初に音楽を手掛けた作品は『Qバート』のゲームボーイカラー移植版である。それ以降携帯ゲーム機を中心に作曲活動を開始する。VolitionやWayForward Technologiesを経て、2014年には個人スタジオを立ち上げ、フリーの作曲家として活動を始めている。